# 2024年世界水泳選手権フェロー諸島選手団
2024年世界水泳選手権フェロー諸島選手団は、2024年2月2日から2月18日までカタールのドーハで開催された第21回世界水泳選手権のフェロー諸島選手団、およびその競技結果。

## 選手団
- 人員: 選手 1人

## 選手名簿・結果
| 選手                   | 種目           | 予選      | 予選 | 決勝     | 決勝     |
| 選手                   | 種目           | 結果      | 順位 | 結果     | 順位     |
| ---------------------- | -------------- | --------- | ---- | -------- | -------- |
| リッギャス・ヨエンセン | 男子400m自由形 | 4分08秒59 | 49位 | 予選敗退 | 予選敗退 |
| リッギャス・ヨエンセン | 男子800m自由形 | 8分32秒54 | 40位 | 予選敗退 | 予選敗退 |